# Das Sommerhaus der Stars – Kampf der Promipaare/Staffel 1
Die 1. Staffel der deutschen Reality-Show Das Sommerhaus der Stars – Kampf der Promipaare wurde vom 13. Juli bis zum 3. August 2016 jeweils mittwochs auf dem Privatsender RTL ausgestrahlt. Xenia Prinzessin von Sachsen und Rajab Hassan wurden das Promi-Paar 2016.

## Teilnehmer

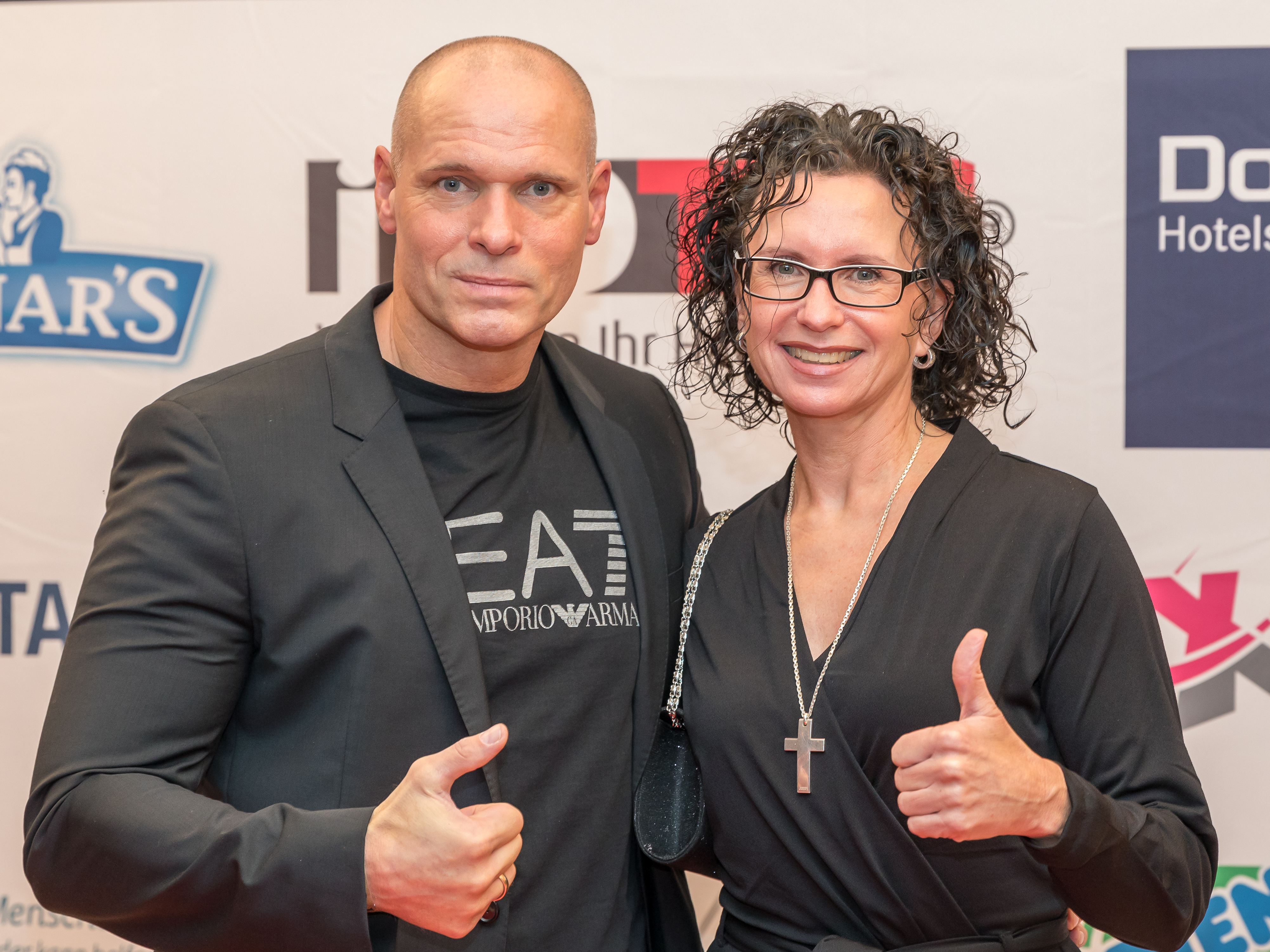
Thorsten und Alexandra Legat erreichten in Staffel 1 Platz 2.

| Platz | Teilnehmer                                                         | Bekannt geworden als | Verließen die Show am | Rausgewählt mit […] Stimmen           |
| ----- | ------------------------------------------------------------------ | --- | --------------------- | ------------------------------------- |
| 1     | Xenia Prinzessin von Sachsen (29) und ihr Freund Rajab Hassan (26) | Musikerin / – | 3. Aug. 2016          |                                       |
| 2     | Thorsten Legat (47) und seine Ehefrau Alexandra Legat (49)         | Fußballspieler, Teilnehmer bei Ich bin ein Star – Holt mich hier raus! / –                                                                              | 3. Aug. 2016          |                                       |
| 3     | Chris Töpperwien (42) und seine Ehefrau Magey Kalley (28)          | Teilnehmer bei Goodbye Deutschland! Die Auswanderer / Musicaldarstellerin                                                                               | 3. Aug. 2016          |                                       |
| 4     | René Weller (62) und seine Ehefrau Rosemarie Weller (63)           | Boxer, Teilnehmer bei Big Brother / – | 27. Juli 2016         | 3 von 4                               |
| 5     | Alexander Posth (38) und seine Ehefrau Angelina Posth (29)         | Doku-Soap-Darsteller, Makler in mieten, kaufen, wohnen / –                                                                                              | 27. Juli 2016         | Ausstieg aus gesundheitlichen Gründen |
| 6     | Hubert Kah (55) und seine Freundin Ilona Magyar (52)               | Musiker, Teilnehmer bei Promi Big Brother / – | 20. Juli 2016         | freiwilliger Auszug                   |
| 7     | Rocco Stark (33) und seine Freundin Angelina Heger (24)            | Schauspieler, Teilnehmer bei Ich bin ein Star – Holt mich hier raus! / Model, Teilnehmerin bei Der Bachelor und Ich bin ein Star – Holt mich hier raus! | 13. Juli 2016         | 6 von 7                               |

## Nominierungen
|                      | Folge 1          | Folge 2                | Folge 3                                        | Folge 4 (Finale)                               |
| -------------------- | ---------------- | ---------------------- | ---------------------------------------------- | ---------------------------------------------- |
| Xenia & Rajab        | Rocco & Angelina | Keine Nominierung      | René & Rosemarie                               | Promipaar 2016                                 |
| Thorsten & Alexandra | Rocco & Angelina | Keine Nominierung      | René & Rosemarie                               | 2. Platz                                       |
| Chris & Magey        | Rocco & Angelina | Keine Nominierung      | René & Rosemarie                               | 3. Platz                                       |
| René & Rosemarie     | Rocco & Angelina | Keine Nominierung      | Xenia & Rajab                                  | rausgewählt in Folge 3                         |
| Alexander & Angelina | Rocco & Angelina | Keine Nominierung      | Auszug aus gesundheitlichen Gründen in Folge 3 | Auszug aus gesundheitlichen Gründen in Folge 3 |
| Hubert & Ilona       | Rocco & Angelina | Keine Nominierung      | freiwilliger Auszug in Folge 2                 | freiwilliger Auszug in Folge 2                 |
| Rocco & Angelina     | Xenia & Rajab    | rausgewählt in Folge 1 | rausgewählt in Folge 1                         | rausgewählt in Folge 1                         |
|                      | Folge 1          | Folge 2                | Folge 3                                        | Folge 4 (Finale)                               |
| Freiwilliger Auszug  |                  | Hubert & Ilona         | Alexander & Angelina                           |                                                |
| Nominierungs- schutz | Chris & Magey    |                        | Thorsten & Alexandra                           |                                                |
| Rauswahl             | Rocco & Angelina |                        | René & Rosemarie                               |                                                |

## Ablauf
- Als erstes Paar mussten Rocco Stark und Angelina Heger die Show verlassen. (Sie wurden von allen anderen Paaren nominiert und nominierten selbst das Siegespaar.) Vor Nominierungen geschützt waren Chris Töpperwien und seine Ehefrau Magey Kalley.
- In der zweiten Folge der Show verließen Hubert Kah und seine Freundin Ilona Magyar das Haus freiwillig.[1] Hauptgrund war die Rationierung von Luxusgütern wie Zigaretten durch die Produktionsleitung. Wegen dieses Auszugs entfiel eine Nominierung.
- Zu Beginn der dritten Sendung entschieden sich Alexander Posth und seine Ehefrau, die Show freiwillig zu verlassen. Der Grund lag in der festgestellten Schwangerschaft von Angelina Posth. Eine Nominierung fand am Ende der Show trotzdem statt. Aus der Show gewählt wurden René Weller und seine Ehefrau Rosemarie. (Sie wurden von allen anderen Paaren nominiert und nominierten selbst das Siegespaar.) Thorsten und Alexandra Legat waren vor Nominierungen geschützt.
- Xenia Prinzessin von Sachsen und Rajab Hassan traten in den Finalspielen gegen Thorsten und Alexandra Legat an und konnten ihr bisher erspieltes Kapital in Höhe von 50.748,50 Euro siegreich verteidigen und den Titel „Promipaar 2016“ erringen.

## Einschaltquoten
| Folge | Datum (2016) | Zuschauer | Zuschauer       | Marktanteil | Marktanteil     | Quelle      |
| Folge | Datum (2016) | Gesamt    | 14 bis 49 Jahre | Gesamt      | 14 bis 49 Jahre | Quelle      |
| ----- | ------------ | --------- | --------------- | ----------- | --------------- | ----------- |
| 1     | 13. Juli     | 2,63 Mio. | 1,29 Mio.       | 9,5 %       | 13,4 %          | [ 2 ]       |
| 2     | 20. Juli     | 2,35 Mio. | 1,19 Mio.       | 9,4 %       | 14,6 %          | [ 3 ]       |
| 3     | 27. Juli     | 2,51 Mio. | 1,22 Mio.       | 9,5 %       | 14,3 %          | [ 4 ]       |
| 4     | 3. August    | 2,50 Mio. | 1,21 Mio.       | 8,9 %       | 13,4 %          | [ 5 ] [ 6 ] |

## Trennungen
- Angelina Heger und Rocco Stark trennten sich kurz nach den Dreharbeiten.[7]
- Xenia Prinzessin von Sachsen und Rajab Hassan trennten sich wenige Monate nach den Dreharbeiten.[7]
- Chris Töpperwien und Magey Kalley trennten sich im September 2018.[8]